# Institut biblique pontifical
L'Institut biblique pontifical (Institutum Pontificium Biblicum), fondé par Pie X le 7 mai 1909 (par sa lettre apostolique Vinea electa), est une institution universitaire spécialisée dans la recherche et l'enseignement de l'étude critique des textes bibliques. L'institut, situé à Rome, est confié aux Jésuites. 
L'institut comporte deux facultés : l'une, la faculté biblique, octroie la licence et le doctorat en Écritures saintes, et l'autre, la faculté des langues anciennes du Proche-Orient, donne licence et doctorat en Études des langues anciennes orientales. Il édite depuis 1920 la revue Biblica.

## Histoire

### Contexte difficile
L'institut est né dans le contexte historiquement difficile de la crise moderniste. L'Église catholique a du retard sur les protestants dans le domaine de l'exégèse biblique. Ceux qui s'y risquaient étaient suspects. Ernest Renan et sa Vie de Jésus avaient été condamnés. Alfred Loisy et son Evangile et l'Église également. Il est même excommunié en 1908. La Commission biblique pontificale émet des documents qui entravent la recherche scientifique des exégètes catholiques.
Par ailleurs, le pape Pie X estimait que le dominicain Marie-Joseph Lagrange et son École biblique de Jérusalem étaient trop favorables à l'approche rationaliste et moderniste de la recherche biblique. Aussi confia-t-il aux jésuites la création à Rome d'un institut supérieur qui ferait le même travail « dans l'esprit de l'Église catholique ».

### Fondation
Un premier projet piloté par Ferdinand Prat, un jésuite français, avait déjà été discuté durant les derniers mois du pontificat de Léon XIII, en 1903. Quelques années après l'élection de Pie X, Léopold Fonck, jésuite allemand à peine arrivé à l'Université grégorienne - et farouche adversaire de Lagrange - propose à Pie X d'aller de l'avant, malgré le manque de ressources. 
Fonck est désigné par Pie X comme l'organisateur et premier recteur : il le sera de 1909 à 1930. La famille du Coëtlosquet vient à son aide et offre de couvrir tous les frais pour trois ans. Un bâtiment est acheté au centre de Rome par le Saint-Siège (là où l'institut se trouve encore aujourd'hui), et les cours commencent le 5 novembre 1909. Parmi les premiers étudiants se trouvent Achille Liénart, futur archevêque de Lille, et Joseph Bonsirven.

### Développement
Durant les premières années, l'institut prépare les étudiants à passer l'examen final auprès de la Commission biblique pontificale. Dès 1916 cependant il est autorisé (par Benoît XV) à délivrer le diplôme de licence en Écritures saintes au nom de cette commission. La réaction antimoderniste sévissant partout, les premiers professeurs s'investissent surtout dans les langues et la philologie orientales. Une grammaire de l'hébreu ancien est publiée par Paul Joüon en 1923. C'est un succès, et régulièrement mise à jour, elle est encore utilisée aujourd'hui.

### Succursale à Jérusalem
En 1913, un groupe d'étudiants fait le tour du Proche-Orient, allant d'Athènes à la Haute-Égypte. Le besoin se fait sentir d'avoir en Terre sainte un établissement stable permettant de recevoir en séjour prolongé professeurs et étudiants visitant les lieux ou poursuivant des recherches en archéologie biblique ou en études judaïques. Le père Alexis Mailon en est le fondateur, en 1927. 
Plus récemment, des accords avec l'Université hébraïque de Jérusalem ont prolongé cette collaboration et confirmé l'importance de cette implantation à Jerusalem.

### Indépendance de l'Institut
En 1920, les premiers numéros de la revue Biblica sortent de presse. Une autre série voit le jour en 1932 : les Orientalia, revue spécialisée en travaux d'orientalisme et en archéologie. Les deux revues continuent à être publiées en ce début de XXIe siècle. 
Le motu proprio Quod maxime du 9 septembre 1930 donne à l'institut une indépendance complète vis-à-vis de la Commission pontificale et l'autorise à accorder le grade de « docteur en Écritures saintes ». Par le même document, Pie XI associe le « Biblique » (comme il est communément appelé) à l'Université grégorienne et à  l'institut pontifical oriental en un consortium universitaire. Le cardinal Augustin Bea en est le recteur de 1930 à 1949. 
Le 7 août 1932, une seconde faculté est inaugurée, qui étudie le monde ancien proche-oriental (appelée « Faculté orientale »). Elle est critiquée dans les milieux conservateurs d'Italie. Pie XI lui donne tout son soutien. De nouvelles critiques sous le pontificat de Pie XII incitent ce dernier à publier son encyclique Divino afflante Spiritu, un document promoteur d'une exégèse scientifique et théologique. 
Jusqu'à l'ouverture du concile Vatican II, l'institut, du moins certains de ses professeurs, connaît par intermittence des ennuis avec le Saint-Office. Ainsi Stanislas Lyonnet (théologie paulinienne) et Max Zerwick sont interdits d'enseignement de 1962 à 1964. Leur compétence recherchée durant le concile et publiquement reconnue les réhabilitera par la suite.

### Durant et après Vatican II
La constitution Dei Verbum sur la Révélation est promulguée par le concile Vatican II en 1965. C'est un tournant de l'Église auquel l'institut a collaboré. Plus tard sous la direction du cardinal Albert Vanhoye, recteur du Biblique nommé par Jean-Paul II à la tête de la Commission biblique pontificale (en 1990), un document fondamental sur l'Interprétation de la Bible dans l'Église est publié.   

## Recteurs
- Léopold Fonck (1865-1930), fondateur, recteur de 1909 à 1918
- A. Fernandez, recteur de 1918 à 1924
- J.J. O'Rourke, recteur de 1924 à 1930
- Augustin Bea (1881-1968), recteur de 1930 à 1949
- Ernest Vogt (1903-1984), recteur de 1949 à 1963
- Roderick A. MacKenzie (1911-1994), recteur de 1963 à 1969
- Carlo Maria Martini (1927-2012), recteur de 1969 à 1978
- Maurice Gilbert (* 1934), recteur de 1978 à 1984
- Albert Vanhoye (1923-2021), recteur de 1984 à 1990
- Klemens Stock (* 1934), recteur de 1990 à 1996
- Robert F. O’Toole (de) (* 1936), recteur de 1996 à 2002
- Stephen Pisano (de) (1946-2019), recteur de 2002 à 2008
- José-Maria Abrego de Lacy (* 1945) recteur de 2008 à 2014
- Michael Francis Kolarcik (de) (* 1950) recteur de 2014 à 2023[1]
- Peter Dubovský (exégète) (* 1965), recteur depuis 2023

## Quelques anciens élèves
- Pierre Debergé
- Roland Meynet
- Jean-Noël Aletti
- Albert Vanhoye
- Achille Liénart
- Joseph Bonsirven
- Laurent Monsengwo Pasinya

## Aujourd'hui
L'institut biblique se compose de la faculté biblique et de la faculté orientale. Il possède une riche bibliothèque, et publie deux revues spécialisées : Biblica et Orientalia. Sa maison d'édition regroupe plusieurs collections telles les Analecta Biblica, les Analecta Orientalia, lElenchus of Biblica, les Subsidia Biblica et d'autres.
Au synode des évêques sur la Parole de Dieu dans la vie et la mission de l'Église (Rome, 6-27 octobre 2008), 80 participants (évêques, experts ou invités spéciaux) sont des « anciens » de l'Institut biblique.
L'Institut biblique a un caractère international très marqué. En 2008, le nombre d'étudiants s'élève à 326, dont 287 pour la Faculté biblique et 39 pour la Faculté orientale. Ils viennent de 61 pays et appartiennent à 149 diocèses différents.

## Finalité
a) Cultiver et promouvoir, avec la recherche scientifique, les disciplines bibliques et les disciplines orientales qui leur sont liées, en prenant soin de laisser à chacune de ses disciplines son caractère propre, pour une « plus profonde intelligence et une meilleure présentation du sens de la Sainte Écriture » (Dei Verbum no 12) ;
b) proposer aux étudiants, avec l'enseignement et l'entraînement dans ses disciplines (spécialement les langues bibliques), la préparation nécessaire aussi bien à la recherche scientifique qu'à l'enseignement et à la diffusion de la Sainte Écriture ;
c) faire en sorte que, « avec les études en quelque sorte préparatoires mûrisse le jugement de  l'Église » (Dei Verbum no 12) ; et que la Sainte Écriture ait un rôle toujours plus actif dans l'étude de la théologie, du ministère pastoral, du dialogue œcuménique, dans la sainte liturgie, dans la lecture des fidèles.